# Fegunte
Fegunte (in greco antico: Φηγοῦς?, Phegûs) era un demo dell'Attica. La sua posizione è incerta.